# Kotredež
Kotredež je naselje v Občini Zagorje ob Savi.